# Kościół św. Antoniego z Padwy w Warszawie (Czerniaków)

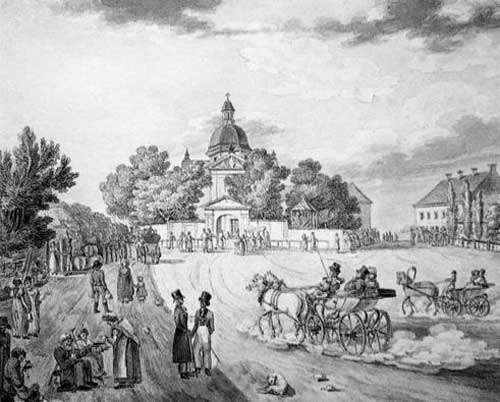
Aleksander Majerski, Widok kościoła w Czerniakowie, 1818

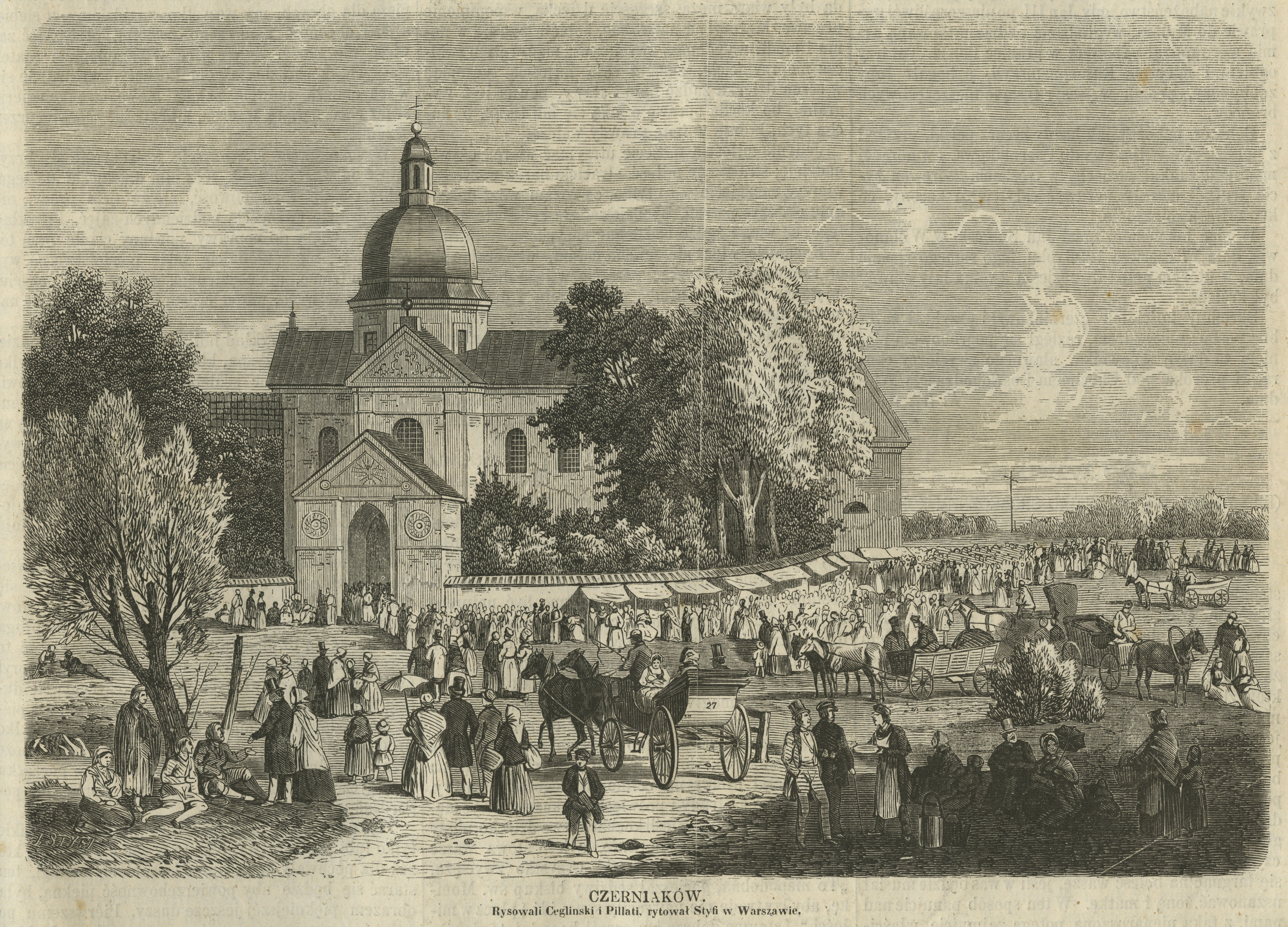
Świątynia na drzeworycie z „Tygodnika Ilustrowanego”, 1860

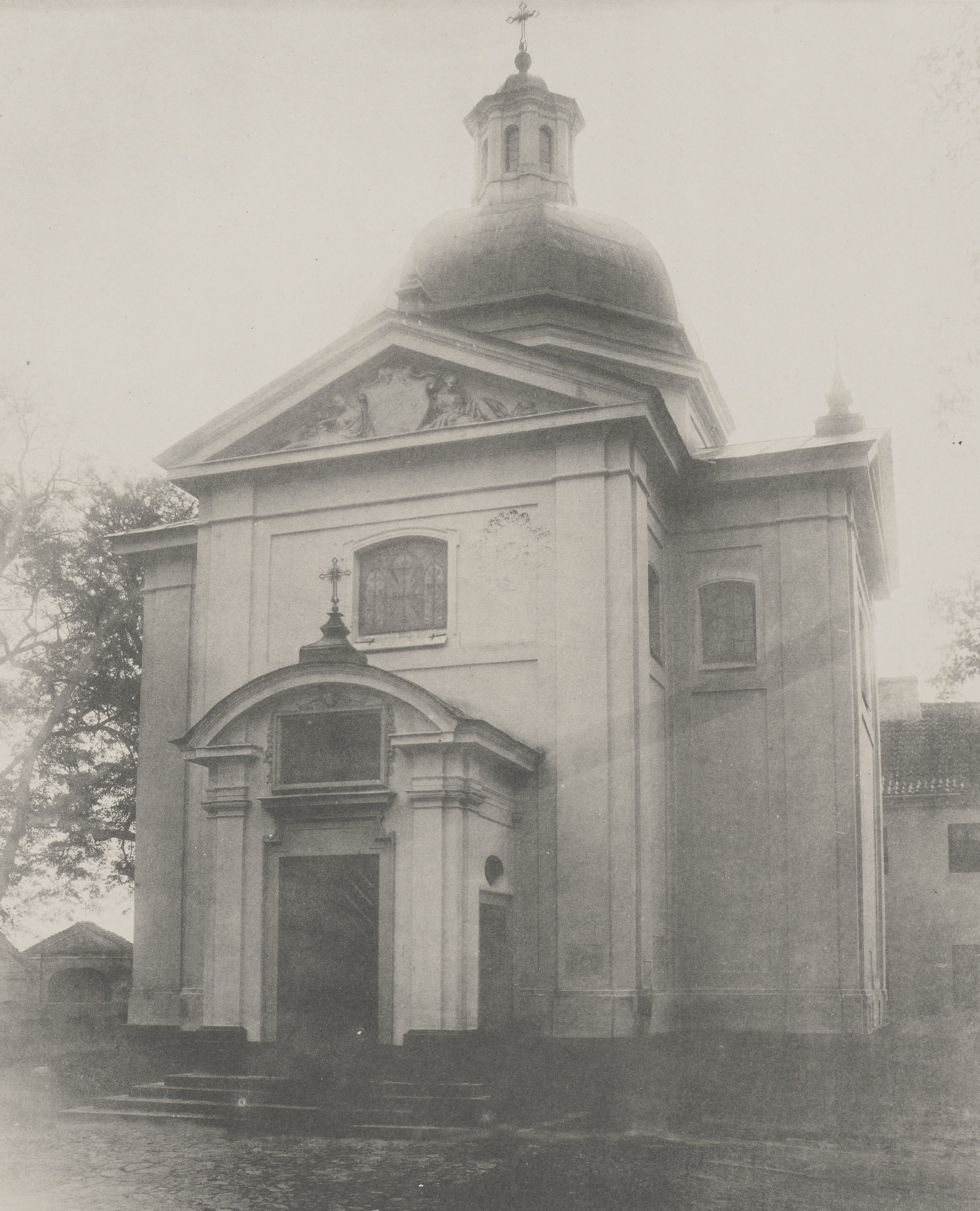
Widok kościoła przed 1900

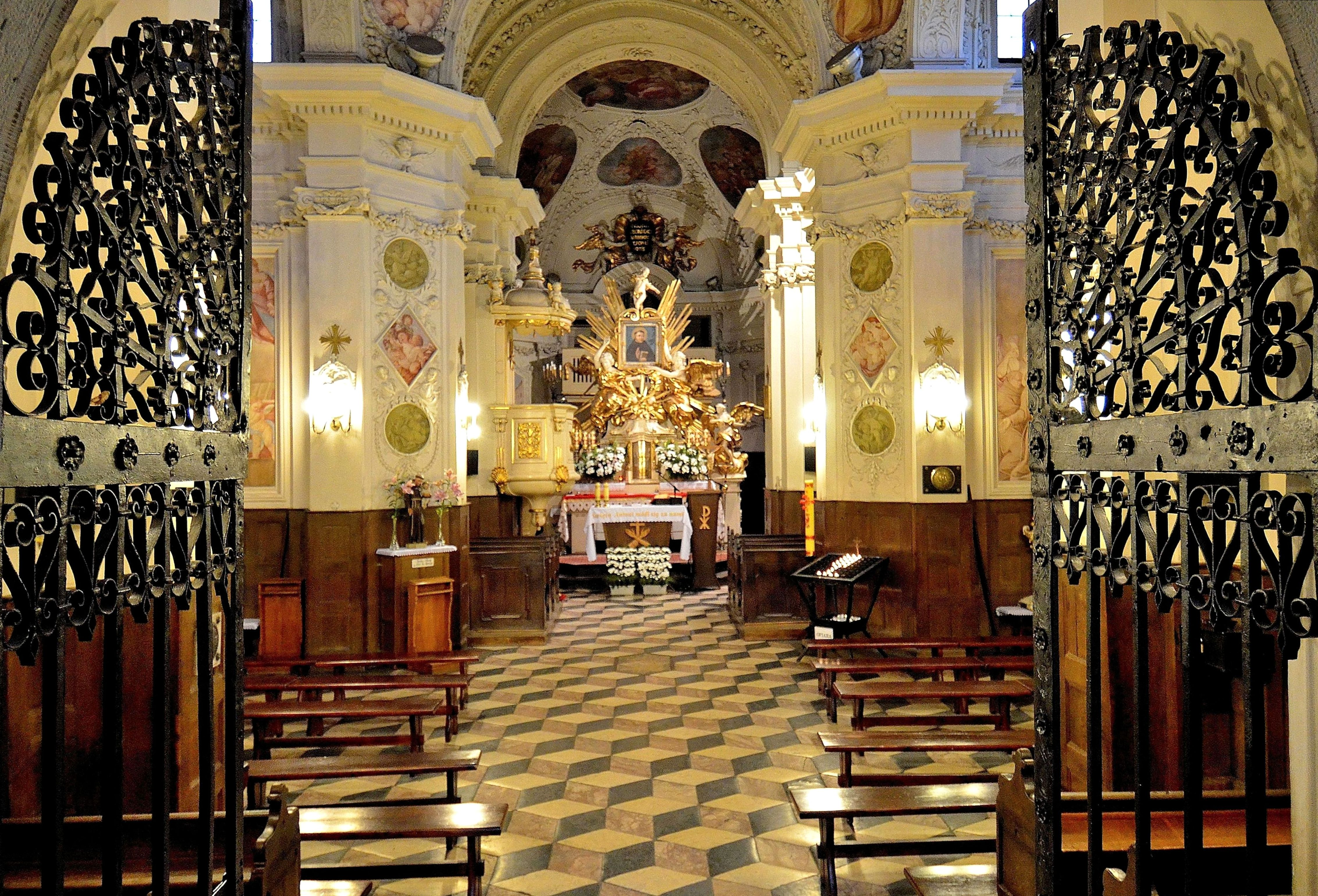
Wnętrze kościoła

Kościół św. Antoniego z Padwy – kościół parafii św. Bonifacego z Tarsu znajdujący się na Czerniakowie przy ulicy Czerniakowskiej nr 2/4 w Warszawie.

## Historia kościoła
Kościół został zbudowany z fundacji marszałka wielkiego koronnego Stanisława Herakliusza Lubomirskiego, właściciela dóbr czerniakowskich (od 1683). Był planowany jako rodzinne mauzoleum. Został zaprojektowany przez królewskiego architekta Tylmana z Gameren, według planów i pod którego nadzorem budowę wykonał w latach 1690–1693 Izydor Affaita młodszy. Jednocześnie z kościołem wznoszono klasztor bernardynów – 19 października 1693 wystawiono dokument fundacyjny, a uroczyste wprowadzenie zakonników do klasztoru czerniakowskiego nastąpiło 15 grudnia tego samego roku. 
W 1702 w kościele pochowano fundatora, Stanisława Herakliusza Lubomirskiego, w 1745 jego syna Teodora, a w 1860 Wiktora Maksymiliana Ossolińskiego.
W I połowie XIX wieku kompleks klasztorny powiększono o skrzydło zachodnie, wychodzące na trakt prowadzący w stronę Wilanowa.
W 1864 zlikwidowano konwent bernardynów, którzy wrócili tu w lipcu 1945. Historia kościoła do roku 1861 została opisana przez Jana Warmińskiego (Liedera) w książeczce pt: Pamiątka z Czerniakowa. Zawiera ona m.in. cenne informacje o XIX-wiecznej restauracji kościoła i niezrealizowanych planach przekształcenia krypt na kaplicę.
Kościół i klasztor ucierpiały głównie w 1939 w czasie obrony Warszawy i w 1944 w czasie powstania warszawskiego – pewnym zniszczeniom uległy dekoracje rzeźbiarsko-malarskie, dach i obrazy. W latach 1951–1954 odbyła się konserwacja pod kierunkiem Bohdana Marconiego, a gruntowne prace konserwatorskie w latach 1985–1994.
Kościół ten nie został nigdy przebudowany i zachował swój pierwotny, barokowy wystrój wnętrza. Jedynymi nieoryginalnymi elementami wyposażenia kościoła są wymienione w XIX wieku organy, oraz drobne elementy wyposażenia liturgicznego (m.in. XX-wieczny ołtarz posoborowy i stacje drogi krzyżowej, oraz empirowe świeczniki ołtarzowe). Wcześniejszy, najprawdopodobniej XVIII-wieczny instrument przeniesiono do bliżej nieokreślonego kościoła poza Warszawą. Na uwagę zasługują także oryginalne XVII-wieczne boazerie ścienne wykonane z drewna dębowego – najstarszy tego typu element wystroju wnętrza zachowany w Warszawie.
Tylman z Gameren osobiście wykonał projekt posadzki. Ma ona formę trójkolorowych rombów ułożonych z tafli czarnego, białego i wiśniowego marmuru, co w efekcie dało iluzjonistyczny efekt piętrzących się kubików,

## Architektura i wyposażenie
Kościół wzniesiono na planie krzyża greckiego połączonego z ośmiobocznym prezbiterium, a na przecięciu ramion krzyża zbudowano kopułę na tamburze. Bryła świątyni o ciekawym układzie proporcji zachowała swój pierwotny wygląd, również jego wnętrze nie uległo większym zmianom, zachowując wystrój z końca XVII wieku.
Wystrój malarski wnętrza ukazuje życie i dzieła patrona świątyni – św. Antoniego z Padwy: z 69 obrazów, 63 przedstawiają sceny z życia patrona. W nawie seria 8 wertykalnych malowideł ukazuje głównie sceny uzdrowień dokonanych przez Świętego, a ostatni z fresków chwilę jego śmierci. W ołtarzu głównym znajduje się wizerunek św. Antoniego, uznany za cudowny. W prezbiterium na freskach przedstawiono historię sprowadzenia obrazu oraz budowy świątyni.
W bocznych ołtarzach znajdują się obrazy św. Franciszka i słynny renesansowy, namalowany na szkle tryptyk „Opłakiwanie Chrystusa”, będący darem króla Jana III Sobieskiego. Freski w kościele były inspirowane przez fundatora i przypisywane są Francesco Antonio Giorgioliemu lub samemu Tylmanowi z Gameren. 
Pod ołtarzem głównym znajduje się relikwiarz św. Bonifacego Męczennika, który Lubomirski otrzymał od papieża Innocentego XII w roku 1693 w czasie pielgrzymki do Rzymu. Z relikwiarzem tym związany jest kult tego męczennika, a pielgrzymki tutaj odbywały się aż do kasaty konwentu (1864). Św. Bonifacy stał się patronem miejscowej parafii, a kult świętego nieodłącznie związany jest z tym miejscem (pielgrzymka i odpust 14 maja).
Na dziedzińcu przykościelnym znajduje się także klasycystyczna kapliczka portalowa poświęcona św. Bonifacemu z Tarsu z 1839 roku.

## Inne informacje
- Teren przy kościele to dawny cmentarz – prowadzi do niego brama z pierwszej połowy XIX wieku, zwieńczona herbem jej fundatorów – Ossolińskich, kolejnych po Lubomirskich właścicieli Czerniakowa. Na dziedzińcu przed kościołem dawniej usytuowana była neogotycka kapliczka maryjna z czerwonej cegły. Została wybudowana prawdopodobnie przy okazji budowy neogotyckiej bramy głównej. Kapliczka widnieje na zdjęciach kościoła wykonanych przez znanego warszawskiego fotografa Konrada Brandla w ostatniej ćwierci XIX wieku. Na jej miejscu stoi obecnie późniejsza, XX-wieczna kapliczka z piaskowca, nawiązująca do prostych form klasycyzującego baroku.
- Po wewnętrznej stronie muru kościelnego, niegdyś cmentarnego, znajdują się tablice memoratywne upamiętniające bernardynów, żołnierzy z 14 pułku Ułanów Jazłowieckich poległych w 1939 oraz okolicznych mieszkańców zabitych i zamordowanych w czasie II wojny światowej.
- Freski w kościele przedstawiają m.in. muzykujące anioły. Instrumenty na których grają są odbiciem składu instrumentalnego kapeli królewskiej w Warszawie z końca XVII wieku.
- Organy i chór znajdują się nie nad wejściem głównym, ale za ołtarzem – nietypowo ulokowanym na środku prezbiterium.
- Po stronie wschodniej kościoła zachowała się unikatowa prosta barokowa brama wjazdowa na teren klasztorny – jedna z tylko kilku tego typu bram z XVII i XVIII wieku zachowanych w Warszawie.
- Żelazna krata prowadząca z przedsionka do nawy głównej kościoła pochodzi z XVII wieku i powstała według projektu Tylmana z Gameren. Jest to druga krata wykonana do tego wejścia; pierwsza najprawdopodobniej wskutek pomyłki kowala okazała się za duża – wykorzystano ją przy budowie kaplicy Kotowskich w warszawskim kościele dominikanów pw. św. Jacka, gdzie znajduje się do dziś. Obie kraty są niemal identyczne, różnią się jedynie rozmiarami; krata z Czerniakowa nosi także ślady po kulach z okresu powstania warszawskiego.
- W kościele znajduje się XVII-wieczny wizerunek Matki Boskiej Fraskiej pochodzący z nieistniejącego kościoła bernardynów z Fragi[10].
- Budynek klasztorny, przekazany po kasacie zakonu na cele świeckie, uległ znacznym zmianom, jedynie przylegający do kościoła tzw. Dolny Korytarz zachował swoją dawną barokową architekturę. Znajduje się tu obraz z początku XIX w. Taniec śmierci.